# Pedro Alfonso de Portugal, conde de Barcelos
Pedro Alfonso de Portugal (¿?, 1287-Lalim, 1354). Noble de Portugal y III conde de Barcelos, fue el primer hijo natural de Dionisio I de Portugal y de Grácia Anes Froes (de identificación insegura). Poeta y trovador como su padre, tuvo un papel relevante en la vida política y sobre todo cultural de su tiempo; a él se debe buena parte de los más importantes textos de la literatura medieval gallego-portuguesa.

## Biografía
A pesar de ser un hijo ilegítimo, fue criado por la reina Isabel de Portugal junto a sus propios hijos, debido principalmente a la intención de creación de alianzas matrimoniales con ellos, quedando reflejado en el testamento de su padre del 1298 en el que dejaba a cargo a su mujer en su educación y que si deshonraban o desobedecían al infante Alfonso quedarían desheredados.
Gracias a la protección que recibió de su padre se convirtió en un terrateniente con un patrimonio considerable tras las donaciones que le fue realizando su padre a lo largo de su vida, con terrenos en Lisboa, Estremoz, Evoramonte, Sintra y Tavira.
Su primer y breve casamiento con Branca Peres de Portel, heredera, como hija de Pero Anes de Portel y de Constanza Mendes de Sousa, de gran parte de la fortuna de los Sousa, lo transformó, a la muerte de ésta, en uno de los hombres más ricos del reino. 
Esa posición fue consolidada con un segundo matrimonio con la aragonesa María Jiménez Cornel,hija de Pedro Cornel V y de Urraca Artal de Luna, poco después del 23 de septiembre de 1308 y de quien se separaría al poco tiempo.
A partir de 1348, comenzó su relación con Teresa Anes de Toledo, dama de la reina Beatriz, de quien el conde Pedro Alfonso había sido su mayordomo mayor, esposa del rey Alfonso IV de Portugal, con quien vivió el resto de su vida sin tener descendencia.
Exiliado en Castilla, por motivos relacionados con el conflicto entre Dionisio I y el príncipe heredero Alfonso, tomó contacto con las actividades culturales de la corte castellana, que prolongaba la intensa labor de su bisabuelo Alfonso X el Sabio.
De regreso de su exilio, en 1322 retomó la posesión de todos los bienes que le habían sido confiscados. Poco después de la muerte de su padre en 1325, se apartó gradualmente de la corte de su medio-hermano, con quien estaba enfrentado (mucho después participará a su lado en la Batalla del Salado en 1340). 
Refugiado en sus tierras de Lalim, la transformó en un importante centro cultural. Recibió sepultura en el Monasterio de San Juan de Tarouca.

## Obra literaria
El legado cultural del conde de Barcelos es uno de los más importantes de la Edad Media española. Pedro fue ciertamente un compilador de las cantigas de los trovadores galaico-portugueses. En su testamento deja un Libro de Cantigas a su sobrino, Alfonso XI, que se considera el arquetipo de los cancioneros manuscritos que llegaron hasta nosotros; ese cancionero nunca llegó a las manos de Alfonso XI y se ignora su paradero. Excelente trovador, Pedro dejó cuatro cantigas de amor y seis cantigas de escarnio, donde el humor (con la malicia característica del género) va acompañado de un notable sentido rítmico y musical.
Sus principales trabajos históricos fueron libros de genealogía sobre los linajes más importantes de los reinos de Castilla y Portugal, el Livro de Linhagens (1340) y un libro sobre la historia de los reinos de Castilla y Portugal, Crónica Geral de Espanha. Esta última habría sido originalmente escrita en 1344, pero el texto fue modificado durante la segunda mitad del siglo XIV para conciliarlo con la Estoria de Espanna del rey Alfonso X el sabio.